# Wolfgang de Bruyn
Wolfgang de Bruyn (* 1951 in Ost-Berlin) ist ein deutscher Schriftsteller. Er war Direktor des Kleist-Museums in Frankfurt (Oder).

## Leben
Da seine Eltern geschieden waren, lebte de Bruyn von seinem dritten Lebensjahr an abwechselnd bei seinem Vater, dem Schriftsteller Günter de Bruyn, und bei seiner Mutter in Berlin sowie bei seiner Großmutter in Zernsdorf.

### Berufsausbildung und Studium
Im Rahmen der Berufsausbildung machte de Bruyn das Abitur als Facharbeiter für Zierpflanzen und wurde als Bester Gärtnerlehrling der DDR ausgezeichnet. Zur Nationalen Volksarmee eingezogen, sollte er mit einer Hundestaffel die Innerdeutsche Grenze bewachen, woraufhin er psychisch erkrankte. Nach einem Klinikaufenthalt begann ein langer und mühseliger Weg zurück in die Zivilisation. Seinen Leidensweg verarbeitete er 1991 im Werk Rosenhof: Aufzeichnungen aus der Kaserne. Schlüsselthemen in diesem Tagebuch 1970 sind unter anderem Wehrpflicht und Psychose.
Weil das angestrebte Studium für Landschaftsbau nur alle drei Jahre begonnen werden konnte, entschied sich de Bruyn 1971 für ein Studium der Anglistik und Germanistik an der Humboldt-Universität zu Berlin. Zwischen 1978 und 1981 absolvierte er ein Fernstudium am Literaturinstitut „Johannes R. Becher“ in Leipzig. 1985 wurde er an der Humboldt-Universität mit der Arbeit Ernest Hemingway und das Autobiographische anhand ausgewählter Werke promoviert.

### Beruflicher Werdegang

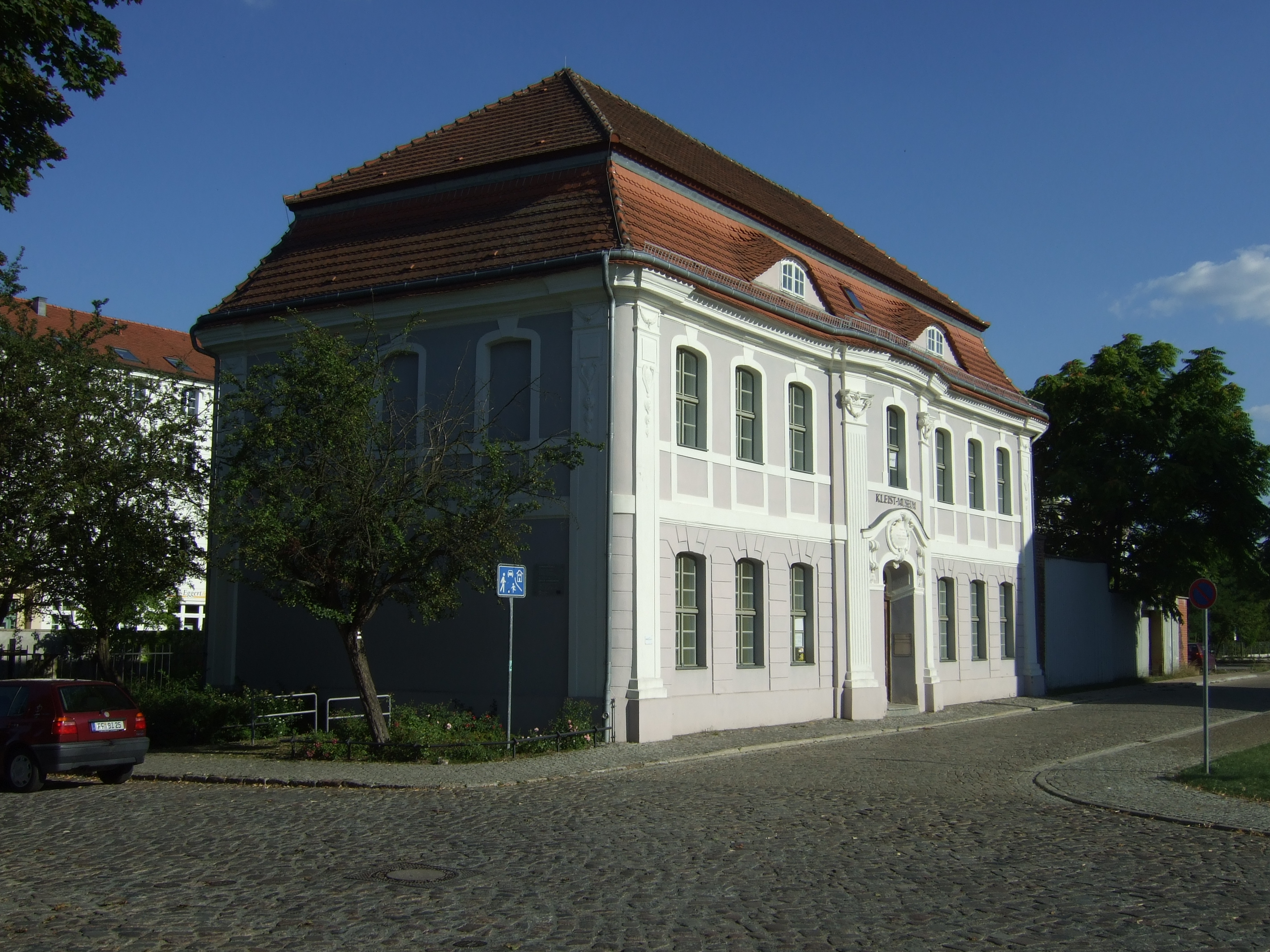
Das Kleist-Museum Frankfurt (Oder), das Wolfgang de Bruyn von 2007 bis 2016 als Direktor leitete.

Parallel zur Ausbildung war Wolfgang de Bruyn ab 1975 als Lehrer am Institut für Sprachintensivausbildung im heutigen Deutschen Historischen Museum tätig. Diese Position musste er 1986 auf behördlichen Druck aufgeben, weil er sich angeblich als einziger seiner Kollegen weigerte, in die SED einzutreten. Nach anderer Darstellung wurde er entlassen, weil er im Rahmen seiner Promotion über Hemingway häufig in der Bibliothek der Amerikanischen Botschaft in Ost-Berlin (im Gebäude des ehemaligen Warenhauses für Armee und Marine) gearbeitet hatte. Diese Besuche seien als verbotene Westkontakte eingestuft worden.
Anschließend arbeitete er freiberuflich als Autor, Übersetzer und Herausgeber sowie als Englischlehrer an der Volkshochschule Königs Wusterhausen. Nach der Wende wurde er 1990 Amtsleiter für Kultur und Denkmalpflege im damaligen Kreis Beeskow, ab 1993 Landkreis Oder-Spree. In die Zeit seiner Amtsführung, die bis 2007 währte, fallen die Sanierung des mittelalterlichen Stadtkerns von Beeskow und die Aufnahme der Rekonstruktion der Klosteranlage in Neuzelle. Von 2007 bis 1. August 2016 war de Bruyn Direktor des Kleist-Museums in Frankfurt (Oder).
1988 war de Bruyn für den Ingeborg-Bachmann-Preis nominiert. Vorübergehend gehörte er zur Jury des seit 2004 vergebenen Brandenburgischen Kunstpreises. Er sitzt im Vorstand der Heinrich-von-Kleist-Gesellschaft, der Chamisso-Gesellschaft und der Stiftung Gerhart-Hauptmann-Haus in Kloster auf Hiddensee. 
Wolfgang de Bruyn lebt wie ehedem Günter de Bruyn in Blabber bei Görsdorf, einem Ortsteil der Gemeinde Tauche im Landkreis Oder-Spree. Hier hatte sein Vater 1968 die ehemalige und abgeschiedene Blabberschäferei gekauft. In der Einöde am Blabbergraben betreibt Wolfgang de Bruyn zum beruflichen Ausgleich unter anderem Waldbau und den Anbau alter Obstsorten. Am 14. November 2015 wurde er zum Ersten Vorsitzenden der Gerhart-Hauptmann-Gesellschaft  e.V., Berlin, gewählt.

## Werke
- Die letzte Runde: Erzählungen. Aufbau-Verlag, Berlin/Weimar 1983.
- Ernest Hemingway und das Autobiographische anhand ausgewählter Werke. Diss. A an der Humboldt-Universität, Berlin 1985.
- Varianten eines Lebens: Erzählungen über fünf Frauen. Aufbau-Verlag, Berlin/Weimar 1988, ISBN 3-351-01174-1.
- Rosenhof: Aufzeichnungen aus der Kaserne. Aufbau-Verlag, Berlin/Weimar 1991, ISBN 3-351-01891-6.

### Herausgebertätigkeit
- Indianische Zeltbemalung. Einf. und Erl. von Wolfgang de Bruyn und Helmut Petersen. Prisma Verlag, Leipzig 1990 ISBN 3-7354-0031-0.
- Beeskow in Bildern: Kreisstadt im Oder-Spree-Land. Im Auftr. der Stadtverwaltung Beeskow. Stapp Verlag, Berlin 1995 ISBN 3-87776-062-7
- Fidus. Künstler alles Lichtbaren, Berlin 1998.
- Carl Petersen: Die Geschichte des Kreises Beeskow-Storkow. Nachdruck der Ausgabe 1922. Hrsg.: Wolfgang de Bruyn. Findling Verlag, Neuenhagen 2002 ISBN 3-933603-19-6.
- Georadar und andere zerstörungsfreie Untersuchungsmethoden von Bodendenkmälern : Grenzen und Möglichkeiten; internationale Fachtagung in Storkow (Mark), 14./15. Mai 2004. Im Auftr. des Landkreises Oder-Spree, Kultur- und Sportamt, Untere Denkmalschutzbehörde. Findling-Buch-und-Zeitschr.-Verl., Neuenhagen 2005 ISBN 3-933603-32-3.
- Kleist spielen: zur Aufführungsgeschichte. Begleitbuch zur gleichnamigen Ausstellung anlässlich der 16. Kleist-Festtage und Theatertage der Länder Brandenburg und Sachsen-Anhalt. Kleist-Museum, Frankfurt (Oder) 2007 ISBN 978-3-938008-19-5.
- Gerhart Hauptmann und seine Häuser: Hiddensee – Erkner – Schreiberhau – Agnetendorf. Wolfgang de Bruyn, Antje Johanning, Verein zur Förderung der Gerhart-Hauptmann-Häuser e. V. (Hrsg.). Findling, 2007, ISBN 978-3-933603-39-5.
- Kleist trifft Goethe / Kleist incontra Goethe. Zweisprachiger Katalog zur Ausstellung "Auf den Knieen meines Herzens. Kleist trifft Goethe" des Kleist-Museums Frankfurt/Oder in Zusammenarbeit mit der Casa di Goethe. Ursula Bongaerts, Wolfgang de Bruyn (Hrsg.). Rom: Casa di Goethe, 2010. ISBN 978-3-930370-24-5.
- Blätter öffentlich in die Welt: Caroline de la Motte Fouqué und Sophie Tieck-Bernhardi-von Knorring. Schriftstellerinnen in Preußen. Wolfgang de Bruyn, Barbara Gribnitz (Hrsg.), Wehrhahn Verlag, Hannover 2011 ISBN 978-3-86525-195-4.
- Heinrich Mann in Berlin. Wolfgang de Bruyn, Hans-Jürgen Rehfeld (Hrsg.). Verlag für Berlin-Brandenburg, Berlin 2012 ISBN 978-3-94247-667-6.
- Rätsel. Kämpfe. Brüche. Die Kleist-Ausstellung. Texte Barbara Gribnitz. Kleist-Museum,  Frankfurt (Oder) 2013 ISBN 978-3-938008-40-9.
- Gerhart Hauptmann und die Musik, Wolfgang de Bruyn, Stefan Rohlfs (Hg.), Quintus-Verlag, Berlin 2017, ISBN 978-3-947215-10-2.
- Der Kulturbund auf dem Eibenhof. Ort der Kultur und Begegnung, Wolfgang de Bruyn, Angela Grabley (Hg.), Verlag für Berlin-Brandenburg, Berlin 2018, ISBN 978-3-947215-20-1.

### Artikel, Gemeinschaftswerke, Übersetzungen
- Reinhard Kiesewetter: Bad Saarow-Pieskow: am märkischen Meer. Hrsg.: Bad Saarow-Pieskow Kur- und Fremdenverkehrs-GmbH. Red. Wolfgang de Bruyn. Bad Saarow-Pieskow, 1996 ISBN 3-00-000838-1.
- Elizabeth Shaw: Irish Berlin. Übersetzt von Wolfgang de Bruyn. Aufbau, Berlin 1990. Neuauflage unter dem Titel Wie ich nach Berlin kam. Eine Irin in der geteilten Stadt. Verlag für Berlin-Brandenburg, Berlin 2013, ISBN 978-3-942476-57-7.
- Markenzeichen einer Region – Denkmale im östlichen Teil des Naturparks Dahme-Heideseen. In: NABU RV Dahmeland e. V: JahreBuch 2001, Prieros ISSN 1869-0920 S. 49–54. (PDF).
- Heinrich von Kleist in Brandenburg und Berlin. Der arme Kauz aus Frankfurt (Oder) (Wolfgang de Bruyn, Hans-Jürgen Rehfeld, Martin Maurach, Wolfgang Bartel, Horst Häker, Eberhard Siebert) In: Die Mark Brandenburg. Heft 78, Marika Großer Verlag Berlin 2010, ISBN 978-3-910134-07-2.